# (822) Lalage
(822) Lalage ist ein Asteroid des Hauptgürtels, der am 31. März 1916 vom deutschen Astronomen Max Wolf in Heidelberg entdeckt wurde. 
Der Name beruht auf dem Geburtsnamen Lalage (aus dem Griechischen: Lallen), der in den Dichtungen von Horaz und von Gleim auftaucht.